# 24 (nyolcadik évad)

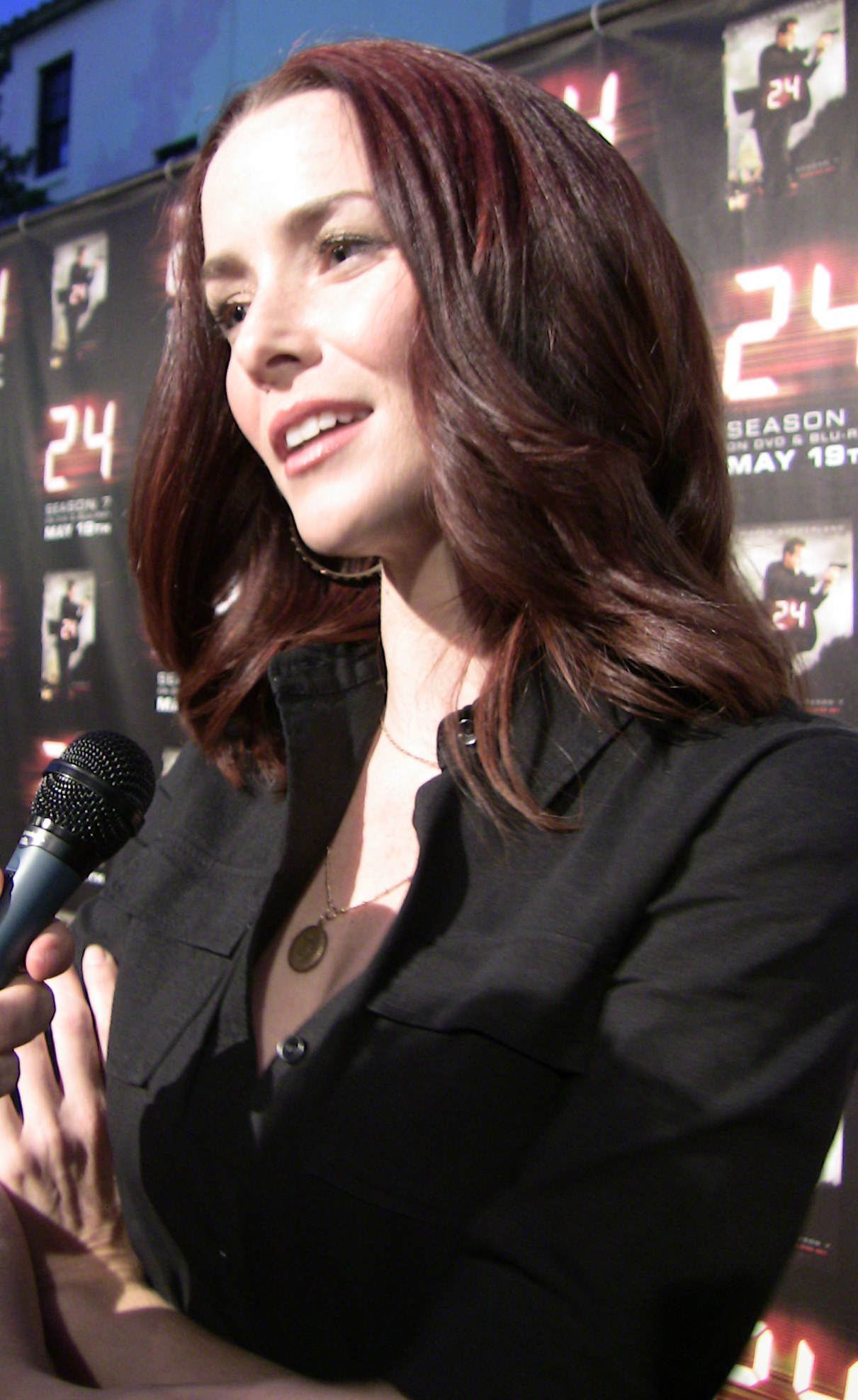
Annie Wersching, Renee Walker megformálója

Az amerikai televíziós sorozat nyolcadik évadának forgatása 2009. május végén kezdődött és 2010. január 17-től sugározta a FOX televíziós társaság. Az évad vetítésének felénél jártak, amikor hivatalosan is bejelentették, hogy a megnövekedett licenc- és bérköltségek miatt nem lesz már több évad; s mivel az NBC-vel sem sikerült megállapodni a széria átvételéről, ezért 2010. május 24-én véget ért a sorozat. De 2014. májusától 24: Élj egy új napért! címmel 12 résszel folytatódik.
Anyagi okokból távozott a stábból Jon Cassar, aki a második évadtól volt a széria főrendezője, így a befejező évadot már nem ő jegyzi.
Magyarországon az M1 vetítette először, 2011. július 26-tól, este 10 után, majd az M2-n megismételték a tél folyamán, majd 2013-ban az RTL2 leadta, jelenleg is a csatornán fut.

## Cselekmény
| Figyelem: Itt a 24 televíziós sorozat 8. évadjának cselekményét vagy a végkifejletet is olvashatod. |

A történet délután 4-kor kezdődik, New Yorkban. Az éppen lányához és unokájához költözni akaró − már majdnem boldog − Bauerhez egykori forrása kopogtat be rémisztő hírrel, amely elindítja Jack 8. nehéz napját. Jack ismét az időközben újraélesztett CTU-t segíti, együttműködve néhány régi ismerőssel, Chloe O’Briannel és Renee Walkerrel. A legfontosabb feladata megmenteni a béketárgyalás aláírása miatt Amerikában időző muszlim Hassan elnök életét, mielőtt túl késő lenne, és a várva várt béke helyett egy  véres háború robban ki Amerika és Kamisztán között. (A fiktív iszlám állam leginkább Iránra emlékeztet). A merénylet - amelyet látszólag a kamisztáni elnök fivére irányít, valójában azonban az orosz kormány áll mögötte - viszont csak a kezdet.
|  | Itt a vége a cselekmény részletezésének! |

## Szereplők
- Jack Bauer szerepében Kiefer Sutherland, magyar hangja Kőszegi Ákos
- Chloe O’Brian szerepében Mary Lynn Rajskub, magyar hangja Zsigmond Tamara
- Omar Hassan szerepében Anil Kapoor, magyar hangja Csankó Zoltán
- Renee Walker szerepében Annie Wersching, magyar hangja Major Melinda
- Brian Hastings szerepében Mykelti Williamson, magyar hangja Törköly Levente
- Dana Walsh szerepében Katee Sackhoff, magyar hangja Pikali Gerda
- Rob Weiss szerepében Chris Diamantopoulos
- Arlo Glass szerepében John Boyd, magyar hangja Moser Károly
- Cole Ortiz szerepében Freddie Prinze Jr., magyar hangja Posta Victor
- Allison Taylor szerepében Cherry Jones, magyar hangja Halász Aranka
- Charles Logan szerepében Gregory Itzin, magyar hangja Uri István
- Kim Bauer szerepében Elisha Cuthbert, magyar hangja Nemes Takách Kata
- Kayla Hassan szerepében Nazneen Contractor, magyar hangja Sánta Annamária
- Dalia Hassan szerepében Necar Zadegan, magyar hangja Náray Erika
- Tarin Faroush szerepében TJ Ramini
- Ethan Kanin szerepében Bob Gunton, magyar hangja Cs. Németh Lajos
- Samir Mehran szerepében Mido Hamada
- Kevin Wade szerepében Clayne Crawford
- Farhad Hassan szerepében Akbar Kurtha, magyar hangja Galbenisz Tomasz
- Sergei Bazhaev szerepében Jürgen Prochnow, magyar hangja Orosz István
- Josef Bazhaev szerepében David Anders
- Nick Coughlin szerepében Michael Filipowich
- Tim Woods szerepében Frank John Hughes
- Mikhail Novakovich szerepében Graham McTavish, magyar hangja Epres Attila
- Jason Pillar szerepében Reed Diamond
- Davros szerepében Doug Hutchison
- Meredith Reed szerepében Jennifer Westfeldt
- Bill Prady szerepében Stephen Root
- Vladimir Laitanan szerepében Callum Keith Rennie, magyar hangja Sörös Sándor
- Stephen szerepében Paul Wesley, magyar hangja Seres Dániel
- Jim Ricker szerepében Michael Madsen
- Yuri Suvarov szerepében Nick Jameson, magyar hangja Németh Gábor
- Az ENSZ főtitkára szerepében Eriq La Salle

## Epizódlista
| EP# | Nyelv     | Cím                                       | Rendező(k)       | Forgatókönyvíró(k)                               | Első vetítés                          | Prod. kód |
| --- | --------- | ----------------------------------------- | ---------------- | ------------------------------------------------ | ------------------------------------- | --------- |
| 1   | HUN · USA | 16 és 17 óra között 4:00 p.m. – 5:00 p.m. | Brad Turner      | Howard Gordon és Evan Katz                       | 2011. július 26. 2010. január 17.     | 8AFF01    |
| -   |           |                                           |                  |                                                  |                                       |           |
| 2   | HUN · USA | 17 és 18 óra között 5:00 p.m.-6:00 p.m.   | Brad Turner      | Howard Gordon Manny Coto és Brannon Braga        | 2011. július 27. 2010. január 17.     | 8AFF02    |
| -   |           |                                           |                  |                                                  |                                       |           |
| 3   | HUN · USA | 18 és 19 óra között 6:00 p.m.-7:00 p.m.   | Milan Cheylovs   | David Fury és Alex Gansa                         | 2011. július 28. 2010. január 18.     | 8AFF03    |
| -   |           |                                           |                  |                                                  |                                       |           |
| 4   | HUN · USA | 19 és 20 óra között 7:00 p.m.-8:00 p.m.   | Milan Cheylov    | Chip Johannessen és Patrick Harbinson            | 2011. július 29. 2010. január 18.     | 8AFF04    |
| -   |           |                                           |                  |                                                  |                                       |           |
| 5   | HUN · USA | 20 és 21 óra között 8:00 p.m.-9:00 p.m.   | Brad Turner      | Howard Gordon Evan Katz és Alex Gansa            | 2011. augusztus 1. 2010. január 25.   | 8AFF05    |
| -   |           |                                           |                  |                                                  |                                       |           |
| 6   | HUN · USA | 21 és 22 óra között 9:00 p.m.-10:00 p.m.  | Brad Turner      | Manny Coto és Brannon Braga                      | 2011. augusztus 2. 2010. február 1.   | 8AFF06    |
| -   |           |                                           |                  |                                                  |                                       |           |
| 7   | HUN · USA | 22 és 23 óra között 10:00 p.m.-11:00 p.m. | Milan Cheylov    | Chip Johannessen és Patrick Harbinson            | 2011. augusztus 3. 2010. február 8.   | 8AFF07    |
| -   |           |                                           |                  |                                                  |                                       |           |
| 8   | HUN · USA | 23 és 24 óra között 11:00 p.m.-12:00 p.m. | Milan Cheylov    | David Fury                                       | 2011. augusztus 4. 2010. február 15.  | 8AFF08    |
| -   |           |                                           |                  |                                                  |                                       |           |
| 9   | HUN · USA | 0 és 1 óra között 12:00 a.m.-1:00 a.m.    | Brad Turner      | Alex Gansa Chip Johannessen és Patrick Harbinson | 2011. augusztus 5. 2010. február 22.  | 8AFF09    |
| -   |           |                                           |                  |                                                  |                                       |           |
| 10  | HUN · USA | 1 és 2 óra között 1:00 a.m.-2:00 a.m.     | Brad Turner      | Manny Coto és Brannon Braga                      | 2011. augusztus 8. 2010. március 1.   | 8AFF10    |
| -   |           |                                           |                  |                                                  |                                       |           |
| 11  | HUN · USA | 2 és 3 óra között 2:00 a.m.-3:00 a.m.     | Nelson McCormick | Evan Katz és David Fury                          | 2011. augusztus 9. 2010. március 8.   | 8AFF11    |
| -   |           |                                           |                  |                                                  |                                       |           |
| 12  | HUN · USA | 3 és 4 óra között 3:00 a.m.-4:00 a.m.     | Nelson McCormick | Chip Johannessen és Patrick Harbinson            | 2011. augusztus 10. 2010. március 15. | 8AFF12    |
| -   |           |                                           |                  |                                                  |                                       |           |
| 13  | HUN · USA | 4 és 5 óra között 4:00 a.m.-5:00 a.m.     | Milan Cheylov    | Howard Gordon Manny Coto és Brannon Braga        | 2011. augusztus 11. 2010. március 22. | 8AFF13    |
| -   |           |                                           |                  |                                                  |                                       |           |
| 14  | HUN · USA | 5 és 6 óra között 5:00 a.m.-6:00 a.m.     | Milan Cheylov    | Evan Katz Alex Gansa                             | 2011. augusztus 12. 2010. március 29. | 8AFF14    |
| -   |           |                                           |                  |                                                  |                                       |           |
| 15  | HUN · USA | 6 és 7 óra között 6:00 a.m.-7:00 a.m.     | Brad Turner      | Chip Johannessen és Patrick Harbinson            | 2011. augusztus 15. 2010. április 5.  | 8AFF15    |
| -   |           |                                           |                  |                                                  |                                       |           |
| 16  | HUN · USA | 7 és 8 óra között 7:00 a.m.-8:00 a.m.     | Brad Turner      | Manny Coto és Brannon Braga                      | 2011. augusztus 16. 2010. április 5.  | 8AFF16    |
| -   |           |                                           |                  |                                                  |                                       |           |
| 17  | HUN · USA | 8 és 9 óra között 8:00 a.m.-9:00 a.m.     | Milan Cheylov    | David Fury                                       | 2011. augusztus 17. 2010. április 12. | 8AFF17    |
| -   |           |                                           |                  |                                                  |                                       |           |
| 18  | HUN · USA | 9 és 10 óra között 9:00 a.m.-10:00 a.m.   | Milan Cheylov    | Chip Johannessen és Patrick Harbinson            | 2011. augusztus 18. 2010. április 19. | 8AFF18    |
| -   |           |                                           |                  |                                                  |                                       |           |
| 19  | HUN · USA | 10 és 11 óra között 10:00 a.m.-11:00 a.m. | Michael Klick    | Manny Coto és Brannon Braga                      | 2011. augusztus 19. 2010. április 26. | 8AFF19    |
| -   |           |                                           |                  |                                                  |                                       |           |
| 20  | HUN · USA | 11 és 12 óra között 11:00 a.m.-12:00 p.m. | Michael Klick    | Alex Gansa és Evan Katz                          | 2011. augusztus 22. 2010. május 3.    | 8AFF20    |
| -   |           |                                           |                  |                                                  |                                       |           |
| 21  | HUN · USA | 12 és 13 óra között 12:00 p.m.-1:00 p.m.  | Milan Cheylov    | Chip Johannessen és Patrick Harbinson            | 2011. augusztus 23. 2010. május 10.   | 8AFF21    |
| -   |           |                                           |                  |                                                  |                                       |           |
| 22  | HUN · USA | 13 és 14 óra között 1:00 p.m.-2:00 p.m.   | Milan Cheylov    | David Fury                                       | 2011. augusztus 24. 2010. május 17.   | 8AFF22    |
| -   |           |                                           |                  |                                                  |                                       |           |
| 23  | HUN · USA | 14 és 15 óra között 2:00 p.m.-3:00 p.m.   | Brad Turner      | Shauna McGarry és Geoff Aull                     | 2011. augusztus 25. 2010. május 24.   | 8AFF23    |
| -   |           |                                           |                  |                                                  |                                       |           |
| 24  | HUN · USA | 15 és 16 óra között 3:00 p.m.-4:00 p.m.   | Brad Turner      | Howard Gordon                                    | 2011. augusztus 26. 2010. május 24.   | 8AFF24    |
| -   |           |                                           |                  |                                                  |                                       |           |